# جون إل. ستيفنز
جون إل. ستيفنز (بالإنجليزية: John L. Stevens)‏ هو مُحرِّر ودبلوماسي وكاتب وصحفي وسياسي أمريكي، ولد في 1 أغسطس 1820 في مونت فيرنون في الولايات المتحدة، وتوفي في 8 فبراير 1895 في أوغوستا في الولايات المتحدة. حزبياً، نشط في الحزب الجمهوري. وقد انتخب List of ministers of the United States to Hawaii ‏ وانتخب عضو مجلس نواب مين وانتخب عضو مجلس ولاية مين.